# چکاوک آفتابی
چکاوک آفتابی (نام علمی: Galerida modesta) نام یک گونه از سرده چکاوک‌های کاکلی است.